# فرمول (فیلم ۱۹۸۰)
فرمول (انگلیسی: The Formula) فیلمی در ژانر جنایی، معمایی و تریلر سیاسی به کارگردانی جان جی. آویلدسن است که در سال ۱۹۸۰ منتشر شد.

## بازیگران
- جرج سی. اسکات
- مارلون براندو
- جان گیلگد
- بیاتریس استرایت
- فردی مین
- ریچارد لینچ
- دیتر شیدور